# Vervening

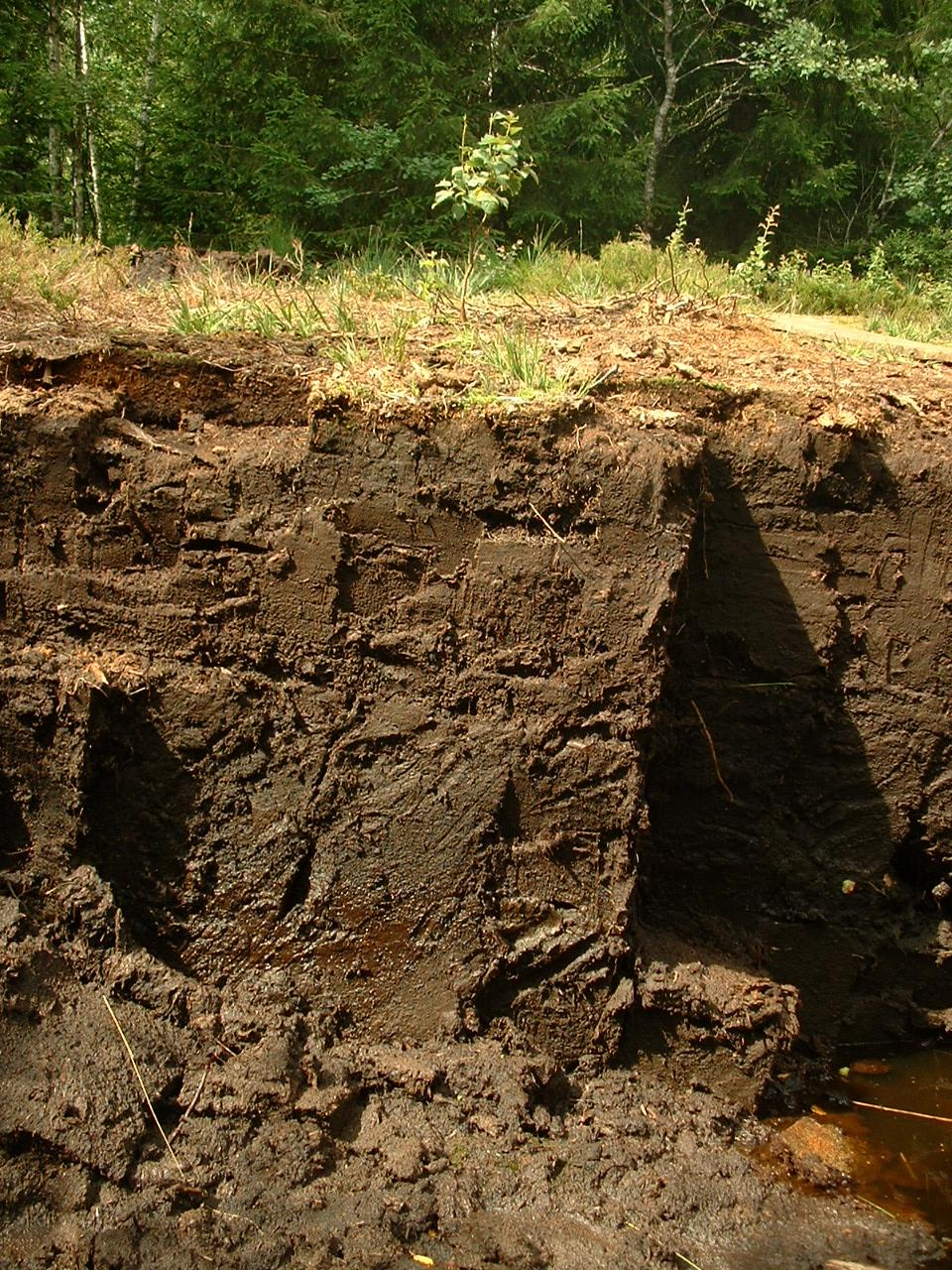
Veengrond geschikt voor droge vervening.

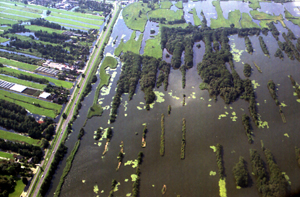
Nieuwkoopse Plassen na de natte vervening.

Vervening of turfwinning is het verwijderen van een veenbodemlaag uit een veenderij. De hierbij gewonnen turf werd doorgaans gebruikt als brandstof.

## Brandstof
Het delven van veen was honderden jaren een lucratieve bezigheid omdat het in de vorm van turf de belangrijkste beschikbare brandstof was. Turf was brandstof voor ovens, brouwerijen, destilleerderijen, kokerijen en dergelijke en maakte de industrialisatie in de gouden eeuw mogelijk. Ook als huisbrandstof was turf in de periode die wel de kleine ijstijd genoemd wordt, onontbeerlijk. In het noorden van Nederland had de stad Groningen eeuwenlang veel zeggenschap over het delven, vervoeren en verhandelen van turf. Tot 1817 hief de stad 30% belasting over de verkoopwaarde van de turf. Ook in Drenthe waren al in de late middeleeuwen overal turfmarkten te vinden. Ondanks de grote opgang die steenkool in de negentiende eeuw ook in Nederland maakte is turf tot ver in de twintigste eeuw als huisbrandstof van belang gebleven. De brandstofschaarste in beide wereldoorlogen was daar medeoorzaak van.
Voor het winnen van de brandstof zijn in de Lage Landen uitgestrekte gebieden verveend. Het aanwezige veen werd op grote schaal afgegraven of weggebaggerd.

## Vervening in de kustgebieden
Al in de Romeinse tijd strekten veengebieden zich uit van Vlaanderen tot in Friesland. De eerste grootschalige verveningen rond 1100 waren een gevolg van tekort aan brandhout voor de bloeiende Vlaamse steden. In Vlaanderen was turf vooral te vinden in De Moeren bij Veurne en in de streek tussen Brugge en Antwerpen, in het huidige Zeeuws-Vlaanderen en het Land van Saaftinge. Vlamingen waren vanaf 1250 ook op grote schaal actief als moerkopers in West-Brabant, het gebied tussen Antwerpen en Dordrecht, waar ze concessies verwierven voor exploitatie van de venen. In de kustgebieden werd vooral buitendijks met zout verzadigd veen gedolven voor de zoutwinning, het zogenoemde darinkdelven. In Holland was de turfvoorziening lang een lokale aangelegenheid, veen was er in overvloed. Dorpen zorgden daar voor delving van de brandstof ten behoeve van nabijgelegen steden.
Bij de grote ontginningen van woeste veengronden in de 11e tot de 13e eeuw in het Hollands-Utrechtse veengebied was het in eerste instantie niet om turf te doen. Hier werden uitgestrekte gebieden systematisch ontbost, ontwaterd en in cultuur gebracht ten behoeve van de landbouw. Dit gebeurde meestal volgens het cope-systeem. Bodemdaling als gevolg van inklinking maakte dat de grond na enige eeuwen toch weer te nat werd, waardoor hij vaak alleen nog geschikt was als weidegrond. Ook begon men deze minder geschikt geworden teeltgronden af te graven voor brandstof. Al in de 14e eeuw kende men in Schieland een bloeiend veenbedrijf, en vanaf ongeveer 1500 werd vanuit Holland veel turf geëxporteerd naar Brabantse en Vlaamse steden en ook naar Zeeland waar hij vooral werd gebruikt voor de zoutziederij. Door de bevolkingsgroei en opkomende nijverheid kwam er ook in Holland steeds meer vraag naar turf. Grondeigenaren konden nu goed aan de grond verdienen door deze af te laten graven en te verkopen. Hoewel het turfsteken tamelijk kleinschalig gebeurde ontstonden er natte moerasgebieden waar geen turf meer te halen viel. Na de invoering van de natte vervening met behulp van de baggerbeugel werd dat anders.

## Vervening in overig Nederland

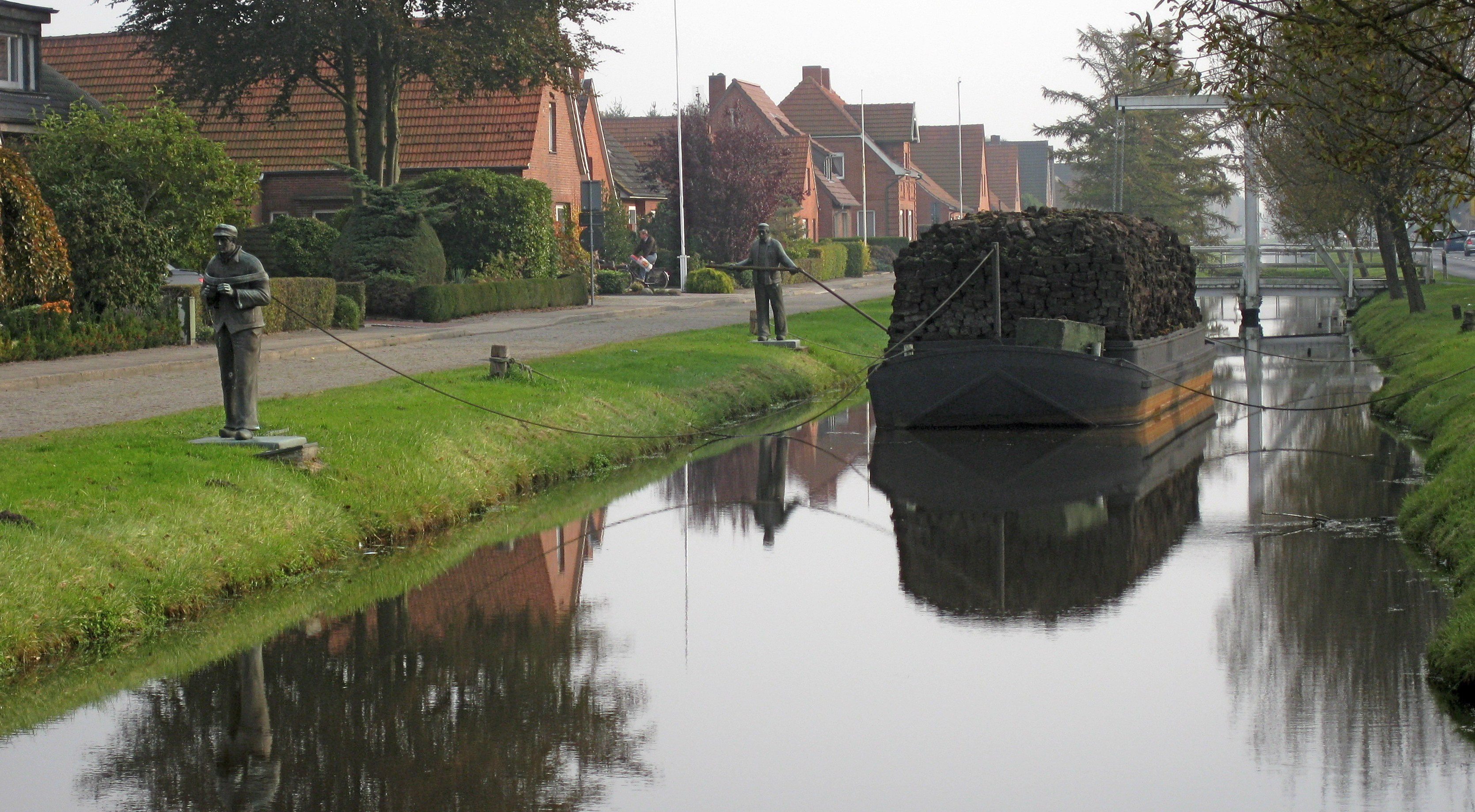
Turfschipmonument bij Papenburg in Duitsland, net over de grens bij Bellingwolde.

Nederlandse gebieden die bekendstonden om de grootschalige productie van hoogveenturf waren vanaf begin 17e eeuw het zuidoosten van Groningen en het oosten van Drenthe. Hier lag destijds het westelijke deel van het grootste moerasgebied van Noordwest-Europa; het Bourtanger veen. Voor het winnen van veen zijn daar door toedoen van 'veencompagnies', onder andere de Pekelcompagnie, vele kanalen gegraven en uitgestrekte veenkoloniën gesticht. Hetzelfde gebeurde in het westen en zuiden van Drenthe (Smilde, Hoogeveen) en Overijssel (Vroomshoop, Dedemsvaart). Ook op een aantal plaatsen in Overijssel, Gelderland, Utrecht, Noord-Brabant en Limburg kwamen verveningen voor.
Voor laaggelegen veenlagen was net als in West-Nederland vanwege de grondwaterstand natte vervening door middel van slagturven noodzakelijk, maar meestal won men de turf na ontwatering door middel van droge vervening.

## Natte vervening

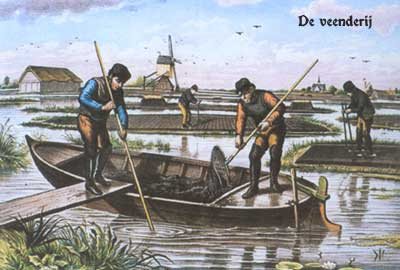
Natte vervening met de baggerbeugel, ook de legakkers waar de turf wordt gedroogd zijn te zien

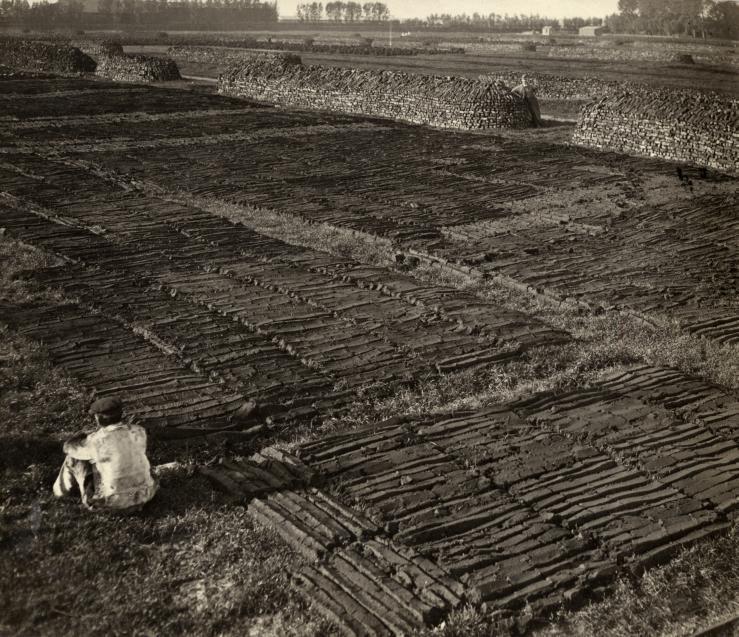
Turfwinning nabij Rotterdam, 1918

Na het introduceren in de Lage Landen van de al enige eeuwen in East Anglia in gebruik zijnde baggerbeugel werd na 1530 ook het veen dat door zijn lage ligging niet ontwaterd kon worden, tot ver onder de waterspiegel gedolven. Deze praktijk werd slagturven, veentrekken of veenkloppen genoemd. Als gevolg ervan ontstonden twee tot drie meter diepe trekgaten. Het opgebaggerde veen werd te drogen gelegd en in turven gesneden op daarvoor bedoelde legakkers of ribben; smalle langwerpige stroken land die niet werden ontveend. Als de turven door en door gedroogd waren werden ze vervoerd naar stad of dorp om als brandstof te dienen. Vooral in de achttiende eeuw werden in de hoogveengebieden de onderste veenlagen bewust niet ontwaterd, zodat door middel van natte vervening baggerturf (sponturf, baggelaar, baggel) kon worden verkregen. Baggerturf heeft een hoger rendement dan steekturf.
De natte vervening begon in de 16e eeuw in Zuid-Holland en Utrecht en vond in de 18e eeuw, vanwege de grote vraag naar turf, ook in Noordwest-Overijssel, Friesland en Groningen ingang. Het slagturven in de laagveengebieden vernielde het landschap, vooral wanneer het op grote schaal gebeurde, waardoor het ten slotte meer uit water dan uit land bestond. Hele dorpen verdwenen, zoals het Zuid-Hollandse Jacobswoude. De smalle legakkers werden dikwijls ook nog weggegraven of ze werden bij stormweer door de golfslag weggeslagen, zodat de veenplassen een steeds grotere omvang kregen. Op die manier heeft het al bestaande Haarlemmermeer zich in de 16e eeuw zelfs kunnen verenigen met het Leidschemeer en Spieringmeer, waardoor een binnenzee ontstond die zelfs steden als Haarlem, Leiden en Amsterdam bedreigde. In Noordwest-Utrecht ontstonden zo de Loosdrechtse en Vinkeveense Plassen. In Friesland en de Kop van Overijssel ontstonden op deze manier de nu nog bestaande plassengebieden.
De in West-Nederland door vervening ontstane plassen werden later vaak weer drooggelegd met behulp van windmolens. Dit zijn de zogenoemde droogmakerijen. De onder het veen liggende kleilaag maakte deze gebieden tot vruchtbare grond. In Friesland bleven de meren nat, meestal omdat de bodem onder het veen daar vaak uit het voor landbouw minder geschikte zand bestond. Vanaf de 18e eeuw werd droogmaking door de Hollandse heemraadschappen in de regel in de verveningsconcessie als verplichting aan de verveners opgelegd. De turfwinning liep in Holland na 1800 sterk terug en was er vijftig jaar later vrijwel geheel verdwenen omdat de beschikbare veengronden grotendeels 'verdolven' waren. Grootschalige vervening vond toen vooral in de laag- en hoogveengebieden van andere delen van Nederland plaats. In tijden van brandstofschaarste, zoals in de Eerste en Tweede Wereldoorlog kende de turfwinning hier en daar een kortstondige opleving.

## Droge vervening
Bij droge vervening werd een gebied eerst ontwaterd door het aanleggen van sloten en kanalen. Vaak werden met behulp van zand ook verveningswegen aangelegd. Vanaf het kanaal of de weg werd het veendek weggestoken en als turven te drogen gezet. De kanalen dienden vervolgens voor afvoer van de turf per schip. Al in de 15e eeuw waren de turfschippers georganiseerd in een eigen gilde. Na de turfwinning werd de blootgelegde zandgrond vermengd met bonkaarde, dit was de voor turfmaken ongeschikte bovenste veenlaag. Zo ontstond dalgrond die geschikt was voor landbouw. In de Peel gebeurde dit bijna niet; de bonkaarde werd daar op grote schaal verwerkt tot turfstrooisel en naar het buitenland geëxporteerd.
De veenmosturf uit de hoogveengebieden was nog meer dan laagveenturf geschikt als brandstof. Het had een relatief hoge verbrandingswaarde, er kwamen weinig asdeeltjes vrij bij de verbranding en het gaf, in tegenstelling tot de zwavelrijke laagveenturf, weinig stank. Bovendien waren er weinig of geen stammen en stronken in aanwezig. Berucht waren in deze gebieden de veenbranden; in brand geraakt veen was heel moeilijk te blussen omdat het ondergronds voortwoekerde. Het wachten was dan op een flinke regenperiode, wat weken en soms maanden kon duren.

## Veenkoloniën

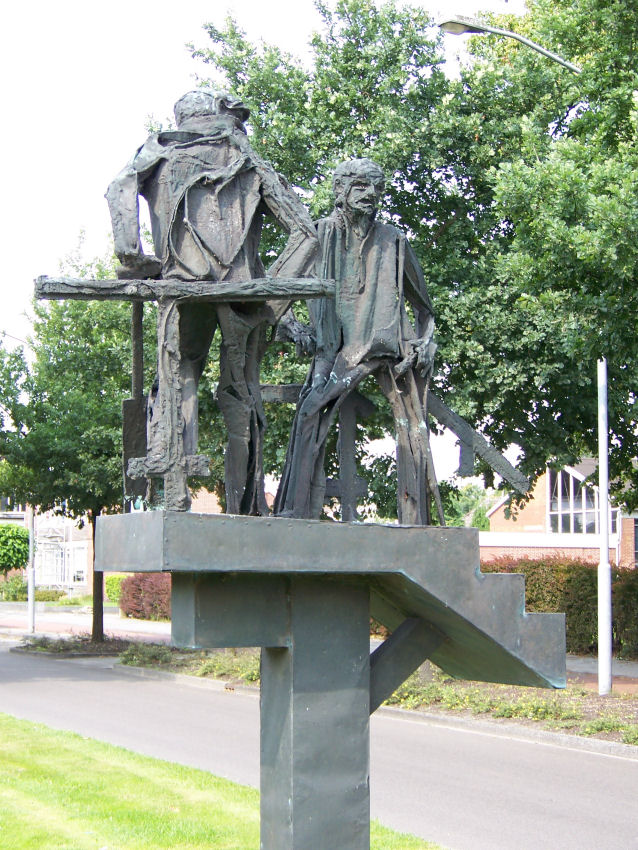
Het beeld "Veengravers" van Hans Mes herinnert aan de veenarbeiders in Sappemeer

De turfwinning vergde veel menskracht. In de veenkoloniën was met hard werken eeuwenlang een redelijk bestaan op te bouwen. Ze werden, behalve door lokale arbeiders, bevolkt door grote aantallen mensen uit het westen van Nederland. Plaatsnamen zoals Nieuw-Amsterdam en Hollandscheveld herinneren daar nog aan. Veenhuizen in Drenthe was zelfs een strafkolonie waar landlopers en andere 'paupers' uit de grote steden naar werden afgevoerd om zichzelf nuttig te maken in de vervening. Pas aan het eind van de 19e eeuw kwam de klad in de veenderij; er kwam steeds meer concurrentie van steenkool en aardolie als brandstof.

## Turfstrooisel
Vanaf de tweede helft van de 19e eeuw werden ook de Peelmoerassen op de grens van Noord-Brabant en Limburg grootschalig van het veen ontdaan. Het hier gewonnen turfstrooisel werd veelal gebruikt in paardenstallen. Het werd in grote hoeveelheden naar Engeland geëxporteerd.
In 1992 werd in Nederland voor het laatst op grote schaal verveend. Dat was in het Bargerveen, ten noordoosten van Schoonebeek in Drenthe. De tuinturf die men hier machinaal dolf werd gebruikt als bodemverbeteraar, Ook werd er nog turf geproduceerd voor het maken van het pigment Drents Zwart. Norit in Klazienaveen produceerde er actieve kool mee. Turf wordt voor deze doeleinden anno 2010 nog steeds gebruikt, het wordt nu per schip geïmporteerd uit Ierland en Polen.

## Opwarming van de aarde
Bij de vorming van veen wordt veel meer CO2 opgeslagen dan bij de aanplant van bossen. Bij de winning van veen komt deze CO2 vrij. De vervening heeft dus veel bijgedragen aan de opwarming van de aarde.